# Hastigerella chappuisi
Hastigerella chappuisi är en kräftdjursart som beskrevs av Soyer 1974. Hastigerella chappuisi ingår i släktet Hastigerella och familjen Ectinosomatidae. Inga underarter finns listade i Catalogue of Life.